# イングヴァリ・イゴレヴィチ
イングヴァリ・イゴレヴィチ（ロシア語: Ингварь Игоревич、? - 1235年?）は歴代リャザン公のうちの1人であり、在位は1217年 - 1235年とされる。イーゴリ・グレボヴィチの子。
1207年、ウラジーミル大公フセヴォロド（大巣公）がチェルニゴフ公国への遠征を行った際、他のリャザン諸公と共に、背信を疑われてフセヴォロドにより投獄された。フセヴォロド死後の1212年に、後を継いだユーリーによって釈放された。
1217年、リャザン公位にあった（諸説あり）グレプがイサドィ諸公会議を開催し、6人のリャザン諸公を謀殺するが、イングヴァリと弟のユーリーは諸公会議への出席を見合わせており、難を逃れた。1219年にウラジーミル大公ユーリーの支援を得て、グレプとそれを支援するポロヴェツ族軍に勝利した。
1220年、リャザン近郊（現リゴヴォ(ru)）に修道院（現オレグ・ウスペンスキー修道院(ru)の前身）を建設したとされている。なお、修道院はモンゴルのルーシ侵攻の過程において1237年に焼失している。
イングヴァリの没年を1235年とする説があり、その説の根源はおそらくV.タチシチェフ(ru)の説であるが、この没年の根拠となる史料はない。在位に関しては、ルーシの年代記（レートピシ）には、1217年からリャザン公位にあったとされるが、1217年前後の記事において、イングヴァリのリャザン公位着任に関する記述はない。『ノヴゴロド第一年代記』では、1237年のモンゴル帝国軍によるリャザンへの攻撃（リャザン包囲戦）時のリャザン公は弟のユーリーであると記されている。また、息子とされるイングヴァリ(ru)とは、同名の親子であるのか、同一人物であるのかで見解が分かれている。同一人物であるならば、モンゴルのルーシ侵攻以降も存命であり、かつ、『バトゥのリャザン襲撃の物語』の記述を史実とするならば、リャザン公としてリャザンの復興に尽力した人物となる。